# Gunther Behnke
Gunther Behnke, né le 19 janvier 1963, à Leverkusen en Allemagne de l'Ouest, est un ancien joueur allemand de basket-ball. Il évolue durant sa carrière au poste de pivot.

## Palmarès
- Champion d'Europe 1993
- Coupe d'Allemagne 1986, 1987, 1990, 1991
- Coupe Korać 1995